# Star Wars: Knights of the Old Republic
Star Wars: Knights of the Old Republic je RPG počítačová hra, vyvinutá firmou BioWare. Hra byla vydána v roce 2003 pro Mac OS X, Xbox a Microsoft Windows. Hudební doprovod napsal Jeremy Soule. Na hru navazuje druhý díl Star Wars: Knights of the Old Republic II: The Sith Lords, jenž však vyvinulo jiné studio Obsidian Entertainment.

## Hratelnost
Princip byl založen na RPG Star Wars Roleplaying Game, jenž běžel na systému d20, odvozeném z pravidel třetí edice Dungeons & Dragons (DnD). Na začátku hry si hráč zvolí ze tří různých povolání (voják, skaut, darebák), pohlaví (dle kánonu je hlavní postavou muž) a později si zvolí jedno ze tří jedijských povolání (ochránce, strážce, konzul). Postavy mají kromě povolání dovednosti, vlastnosti a schopnosti Síly. Každou úroveň nebo jednou za několik úrovní dostanou k dispozici body, které vloží do svých vlastností, dovedností či do schopnosti Síly.
V samotné hře se hráč může volně pohybovat spolu se dvěma spolubojovníky terénem ohraničeným překážkami nebo po chodbách. V případě střetnutí s nepřítelem se hra přepne do režimu bitvy (standardně se přitom přeruší) a hráč při tom může rozdat postavám pokyny. Pokud je nerozdá, vybere pokyny umělá inteligence. Jakmile hráč zruší přerušení, bojují postavy s nepřáteli po tazích. Tahy však vykonávají účastníci boje najednou v reálném čase. Během bitvy může hráč libovolně měnit či aktualizovat příkazy. Výpočty škod či šancí na zásah, kritické údery a spuštění speciálních vlastností předmětů a podobně se řídí dle hodů kostkou a výpočtů z DnD, které si hráč může prohlédnou v příslušné položce v menu.
Spolubojovníci se kromě boje zapojují i do konverzace s ostatními NPC nebo s nepřáteli před nějakým "lepším" bojem. Případně si začnou občas povídat mezi sebou nebo se může do konverzace se spolubojovníky pustit sám hráč a naopak. Hra samotná je velice bohatá na dialogy, které může hráč rozvětvit pomocí různých voleb odpovědí v menu, když má sám co říct. Všechny dialogy (není jich málo) kromě těch, které patří hráči, jsou nadabované.
Všechny postavy, včetně herní, mají ještě vertikální osu, jež indikuje jejich příslušnost ke světlé nebo temné straně Síly. Prakticky všichni spolubojovníci mají tuto osu nastavenou pevně, avšak hráčovi se mění s během hry. Pokud je ke svému okolí laskavý a koná dobré skutky, posouvá se po ose blíže ke světlé straně. Naopak projevy sobectví, krutosti a touhy ničit vedou k temné straně Síly a drobné změně vizáže. Tyto změny na jednu nebo druhou stranu jsou velice často následky voleb v dialozích.
Kromě hlavní dějové linie je ve hře k dispozici několik miniher. Člověk si může vyzkoušet závody v kluzácích, karban o republikové kredity ve hře Pazaak, připomínající Blackjack, nebo vesmírné bitvy se sithskými stíhačkami.

## Příběh
Příběh se odehrává 3956 let před prvním natočeným filmem světa Star Wars s podtitulem Nová naděje. V době, kdy Republika čelí Impériu, v jehož čele stojí sithský lord Darth Malak. Jediové stojí tváří v tvář reálné hrozbě naprosté eliminace v konfliktu, jenž vešel později do dějin jako Jedijská občanská válka. Jedním ze záchranných prvků, který používají pro přežití své i celé Republiky, je schopnost mladé jedijské padawanky Bastily Shan provádět bitevní meditaci.

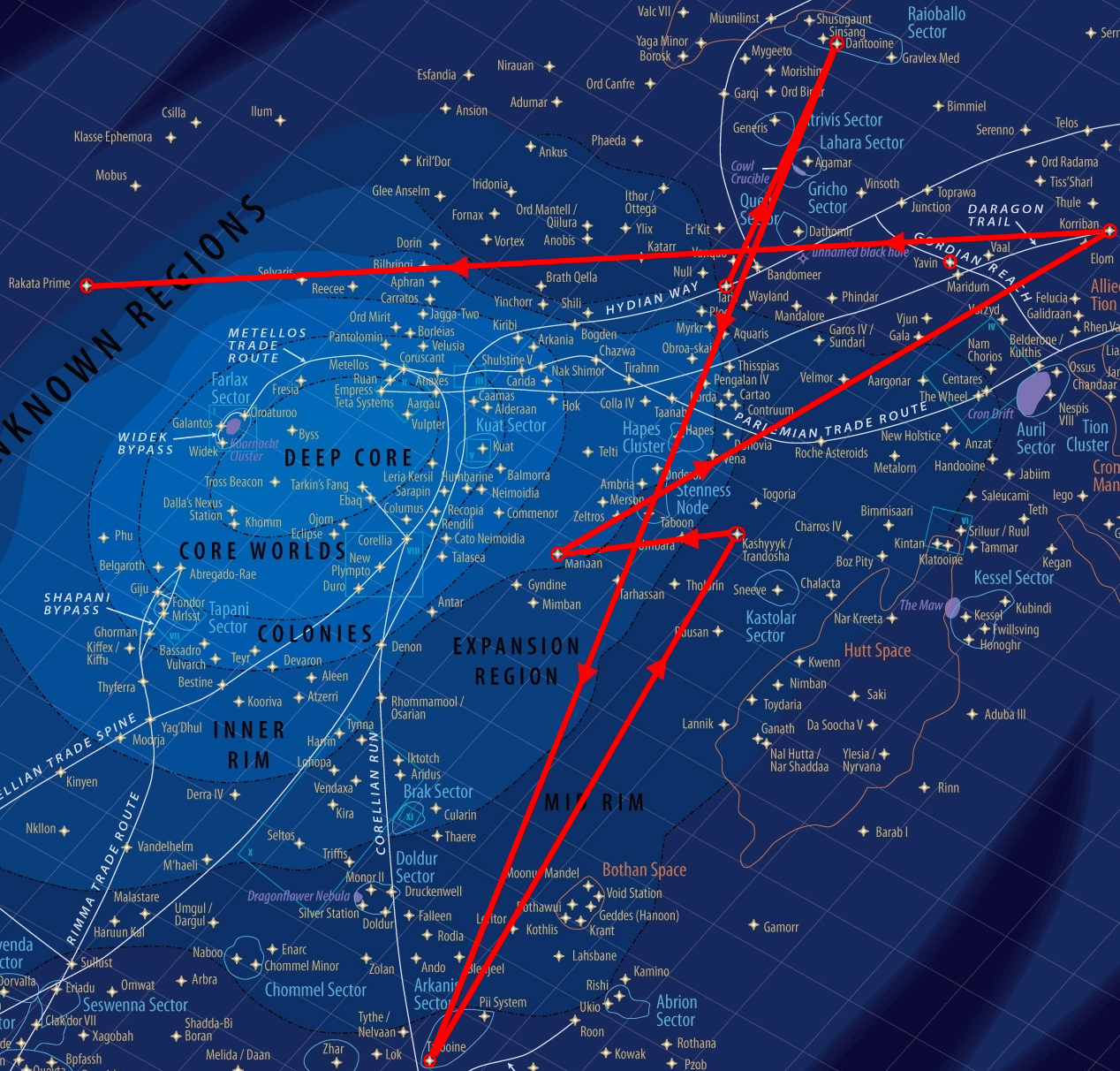
Mapa s načrtnutými cestami vzdušnou čarou, které hráč ve hře absolvuje, pokud navštěvuje planety v tomto pořadí: Taris - Dantooine - Tatooine - Kashyyyk - Manaan - Korriban - Lehon

Hráč se ze začátku hry probouzí na lodi Endar Spire, republikové fregatě napadené sithskými stíhači nad planetou Taris. Má výpadky paměti a také se mu zdají zvláštní sny, ve kterých Bastila bojuje proti Revanovi, starému mistrovi Malaka. Spolu s dalším vojákem Carthem Onasim našli Bastilu a uprchli z bombardované planety na Dantooine. Jediové mu vysvětlili, že tyto sny mohou být důsledkem jeho těsného napojení na Sílu kolem Bastily, s níž sdílel pouto. Také mu umožnili stát se Jediem. Zadali mu úkol najít takzvanou Star Forge, kterou Malak používal k tvorbě své imperiální flotily. Pozice této tajemné stanice byla napovězena v několika hvězdných mapách na různých planetách galaxie a konečnou aproximací se měla určí její poloha. Hráč tedy cestoval postupně na Tatooine, Kashyyyk, Manaan a Korriban.
Dříve než se však hráč se svou skupinou dostal do cíle, byl zajat Sithy a od Malaka se dozvěděl, o co ve skutečnosti v tomto příběhu jde. Fakticky vzato byl hráč obelhán téměř všemi svými domnělými přáteli ve hře a musel se s tím vyrovnávat.
Závěr příběhu a výsledky jednotlivých zápletek a splnění úkolů se odvíjejí od libovůle hráče. Je tedy na něm, zda pomůže Republice, nebo přestoupí na druhou stranu barikády. Dle Star Wars kánonu je však pro účely konzistence dějin pokládána za platnou ta varianta, kdy hlavní postava zůstala na světlé straně Síly a pomohla Republice bez vychýlení k temné straně.

## Členové party
- Hráč - hlavní postava
- Bastila Shan - mladá Jedi padawan
- Carth Onasi - republikový pilot. Je dost paranoidní a nekomunikativní kvůli zradám svých dávných přátel, kteří nyní slouží Sithům.
- Mission Vao - twi'lecká holka, přibližně čtrnáctiletá. Na svůj věk je zdatná jak se zbraněmi, tak v manipulaci s elektronikou a výbušninami.
- Zaalbar - wookijský vyhnanec, nejlepší kamarád Mission Vao. Hráči se zaslíbil doživotním závazkem.
- T3-M4 - astrodroid, umožnil partě dostat se do sithských kasáren pro kódy na prolomení tariské blokády.
- Juhani - mladá catharská Jedi padawanka, kterou hráč může buď zabít, nebo obrátit na světlou stranu a mít ji v partě.
- HK-47 - vražedný droid, kterého může hráč koupit na Tatooine.
- Jolee Bindo - Stárnoucí Jedi, jenž před desetiletími dobrovolně zvolil vyhnanství na Kashyyyku.
- Canderous Ordo - Mandalorian